# Синхронізація хаосу
Синхронізація хаосу - це явище, що за певних умов може виникнути в наслідок взаємовпливу двох або більше дисипативних хаотичних систем .
Експоненційна розбіжність близьких фазових траекторій хаотичних систем робить існування двох хаотичних систем, що розвиваються синхронно досить неочікуваним, однак синхронізація пов’язаних хаотичних осциляторів є експериментально встановленим  та теоретично обґрунтуваним явищем.
Стабільність синхронізації для зв'язаних систем можна проаналізувати за допомогою головної функції стійкості . Синхронізація хаосу є важливим явищем і  темою багатодисциплінарних досліджень з широким спектром застосувань.   
Синхронізація може мати різноманітні форми залежно від характеру взаємодіючих систем і типу зв’язку, а також близькості між системами.

## Ідентична синхронізація
Цей тип синхронізації також відомий як повна синхронізація. Це явище можна спостерігати для однакових хаотичних систем. Кажуть, що системи повністю синхронізовані якщо існує набір початкових умов за яких системи рано чи пізно починають еволюціонувати однаково в часі. У найпростішому випадку двох пов'язаних систем динаміка описується рівняннями
{\displaystyle x^{\prime }=F(x)+\alpha (y-x)}
{\displaystyle y^{\prime }=F(y)+\alpha (x-y)}
де {\displaystyle F} є векторним полем, що відображає ізольовану хаотичну динаміку і {\displaystyle \alpha } є параметром зв'язку систем. Режим {\displaystyle x(t)=y(t)} визначає інваріантний підпростір зв'язаної системи, якщо цей підпростір {\displaystyle x(t)=y(t)} є локальним атрактором, тоді пов’язана система демонструє повну синхронізацію.
Якщо зв'язок зникає, осцилятори розсинхронізовуються оскільки хаотична поведінка призводить до розбіжності близьких траєкторій. Повна синхронізація виникає за рахунок взаємовпливу, якщо параметр зв'язку досить великий, щоб розбіжність траєкторій взаємодіючих систем внаслідок хаосу придушувалася зв'язком. Щоб знайти критичну силу зв’язку, дослідимо поведінку різниці {\displaystyle v=x-y} . Припускаючи, що {\displaystyle v} мале, можна розкласти векторне поле в степеневий ряд Тейлора і нехтуючи залишком отримати лінійне диференціальне рівняння
{\displaystyle v^{\prime }=DF(x(t))v-2\alpha v}
де {\displaystyle DF(x(t))} позначає якобіан векторного поля вздовж розв’язку. Якщо {\displaystyle \alpha =0} тоді отримуємо
{\displaystyle u^{\prime }=DF(x(t))u,}
і оскільки динаміка хаотична маємо {\displaystyle \|u(t)\|\leq \|u(0)\|e^{\lambda t}}, де {\displaystyle \lambda } позначає максимальний показник Ляпунова ізольованої системи. Тепер використавши анзац {\displaystyle v=ue^{-2\alpha t}} переходимо від рівняння для {\displaystyle v} до рівняння для {\displaystyle u} .  Отримуємо
{\displaystyle \|v(t)\|\leq \|u(0)\|e^{(-2\alpha +\lambda )t}}
що дає критичну силу зчеплення {\displaystyle \alpha _{c}=\lambda /2}, для всіх {\displaystyle \alpha >\alpha _{c}} система демонструє повну синхронізацію. Існування критичної сили зв'язку пов'язане з хаотичною природою ізольованої динаміки.
Загалом, ці міркування призводять до правильної оцінки критичного значення зв’язку для синхронізації. Однак у деяких випадках можна спостерігати втрату синхронізації для параметра зв’язку, що перевищує критичне значення. Це відбувається тому, що нелінійні члени, якими було знехтувано при виведенні критичного значення, насправді можуть вносити вагомий вклад  Однак можливо отримати точний вираз для критичного значення не використовуючи припущення про малий внесок нелінійних доданків. 

## Узагальнена синхронізація
Цей тип синхронізації спостерігається  в основному коли пов’язані хаотичні осцилятори різні, хоча також повідомлялося про це явище між ідентичними осциляторами. Задамо динамічні змінні {\displaystyle (x_{1},x_{2},...x_{n})} і {\displaystyle (y_{1},y_{2},...y_{m})} що визначають стан осциляторів, узагальнена синхронізація виникає, коли є функціонал, {\displaystyle \phi }, такий, що після обмеженої у часі еволюції від відповідних початкових умов{\displaystyle [y_{1}(t),y_{2}(t),...,y_{m}(t)=\phi [x_{1}(t),x_{2}(t),...,x_{n}(t)]}. Іншими словами динамічний стан одного з осциляторів повністю визначається станом іншого. Коли осцилятори зв'язані, цей функціонал має бути оборотним, проте в конфігураціях із керуючим та підлеглим осциляторами, вплив визначає еволюцію відгуку і {\displaystyle \phi } і  не обов’язково має бути оборотним. Ідентична синхронізація є окремим випадком узагальненої синхронізації, коли {\displaystyle \phi } це ідентичність.

## Фазова синхронізація
Фазова синхронізація має місце, коли різниця фаз між зв'язаними хаотичними осциляторами є обмеженою, але їх амплітуди залишаються некорельованими. Це явище можливе, навіть якщо осцилятори не ідентичні. Спостереження фазової синхронізації вимагає визначення фази хаотичного осцилятора. У багатьох практичних випадках можна знайти площину у фазовому просторі, в якій проекція траєкторій осцилятора відповідає обертанню навколо чітко визначеного центру. Якщо це так, то фаза визначається кутом φ(t), який описується сегментом, що сполучає центр обертання та проекцію точки траєкторії на площину. В інших випадках все ще можна визначити фазу за допомогою методів теорії обробки сигналів, таких як перетворення Гільберта . У будь-якому випадку, якщо φ 1 (t) і φ 2 (t) позначають фази двох зв’язаних осциляторів, синхронізація фази визначається співвідношенням nφ 1 (t)=mφ 2 (t) де m і n цілі числа.

## Відстаюча та випереджаюча синхронізація
У цих випадках синхронізований стан характеризується інтервалом часу τ таким, що динамічні змінні осциляторів, {\displaystyle (x_{1},x_{2},...x_{n})} і {\displaystyle (x'_{1},x'_{2},...x'_{n})}, пов’язані між собою {\displaystyle x'_{i}(t)=x_{i}(t+\tau )} ; це означає, що динаміка одного з осциляторів відстає або випереджає динаміку іншого. Випереджаюча синхронізація може виникнути між хаотичними осциляторами, динаміка яких описується диференціальними рівняннями затримки, в конфігурації з керуючим та підлеглим осциляторами. У цьому випадку відповідь випереджає динаміку впливу. Синхронізація із затримкою може виникнути, коли сила зв’язку між фазово-синхронізованими осциляторами збільшується.

## Синхронізація обвідної амплітуди
Це м’яка форма синхронізації, яка може виникнути між двома слабко зв'язаними хаотичними осциляторами. У цьому випадку немає кореляції між фазами та амплітудами, але обвідні коливань двох осциляторів починають співпадати.

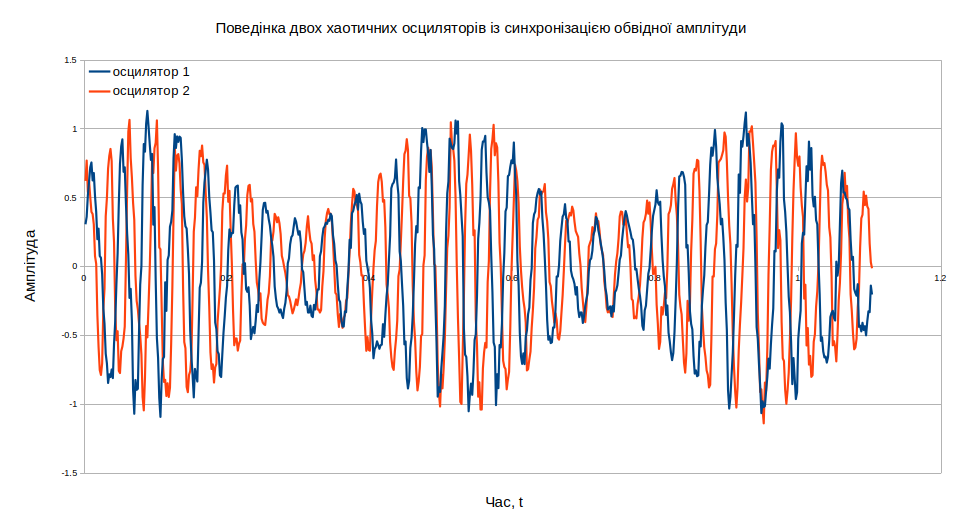
Ілюстрація виникнення синхронізації обвідної амплітуди в системі із двох зв'язаних хаотичних осциляторів із відмінними параметрами.

Часто синхронізація обвідної амплітуди передує фазовій синхронізації - коли сила зв’язку між двома осциляторами із синхронізованою обвідною збільшується то розвивається фазова синхронізація.
Всі ці форми синхронізації мають властивість асимптотичної стійкості. Це означає, що після досягнення синхронізованого стану вплив невеликого збурення, яке руйнує синхронізацію, швидко гаситься, і синхронізація знову відновлюється. Математично асимптотична стійкість характеризується позитивним показником Ляпунова системи, що складається з двох осциляторів, який стає негативним, коли досягається хаотична синхронізація.
Синхронізація хаосу як і контроль хаосу є предметом науки відомої як кібернетична фізика.